# Pseudolamproglena sinilabis
Pseudolamproglena sinilabis is een eenoogkreeftjessoort uit de familie van de Lernaeidae. De wetenschappelijke naam van de soort is voor het eerst geldig gepubliceerd in 1980 door Kuang.